# Vestmannaeyjabær
Vestmannaeyjabær is een gemeente in het zuiden van IJsland op de Vestmannaeyjar eilanden in de regio Suðurland. De gemeente heeft 4.175 inwoners (in 2005) en een oppervlakte van 17 km². De grootste plaats in de gemeente is Heimaey.
Vestmannaeyjabær · Árborg · Mýrdalshreppur · Skaftárhreppur · Ásahreppur · Rangárþing eystra · Rangárþing ytra · Hrunamannahreppur · Hveragerðisbær · Ölfus · Grímsnes- og Grafningshreppur · Skeiða- og Gnúpverjahreppur · Bláskógabyggð · Flóahreppur